# Chiesa di Sant'Ulderico (Pavia di Udine)
La chiesa di Sant'Ulderico è la parrocchiale di Pavia di Udine, in provincia ed arcidiocesi di Udine; fa parte della forania del Friuli Centrale.

## Storia
L'originaria chiesa di Pavia di Udine venne costruita nel XV secolo. 
L'attuale parrocchiale fu costruita nel XVIII secolo e consacrata dall'arcivescovo Giovanni Girolamo Gradenigo il 28 ottobre 1773. L'edificio fu poi ristrutturato negli anni ottanta del XX secolo.

## Descrizione
Nella lunetta del portale è raffigurato Sant'Ulderico, dipinto da Enrico De Cilia nel Novecento e si trovano due delicati angeli marmorei che sostengono lo stemma del patriarca Girolamo Gradenigo.
All'interno della chiesa sono conservati un pregiato battistero di legno, l'altare maggiore in marmi policromi ed impreziosito dalle statue dei Santi Ulderico e Agostino, scolpite nel 1852 da Luigi Minisini, l'altare del Rosario e quello di San Giovanni Battista, presso il quale è posta una pala del Santo, opera di Odorico Politi, ed un polittico di Giovanni Floreani del 1594, i cui soggetti sono l'Annunciazione, la Madonna col Bambino e i Santi Stefano, Giovanni Battista e Pietro.
Nel 1840 Sebastiano Santi ha invece decorato la navata e il coro con affreschi raffiguranti l'Adorazione dei Magi, la Cena da Emmaus, la Resurrezione ed i Quattro Evangelisti.